# Bruzella
Bruzella è una frazione di 180 abitanti del comune svizzero di Breggia, nel Canton Ticino (distretto di Mendrisio).

## Geografia fisica
La regione gode di un buon soleggiamento con un numero moderato di precipitazioni annue.

## Storia

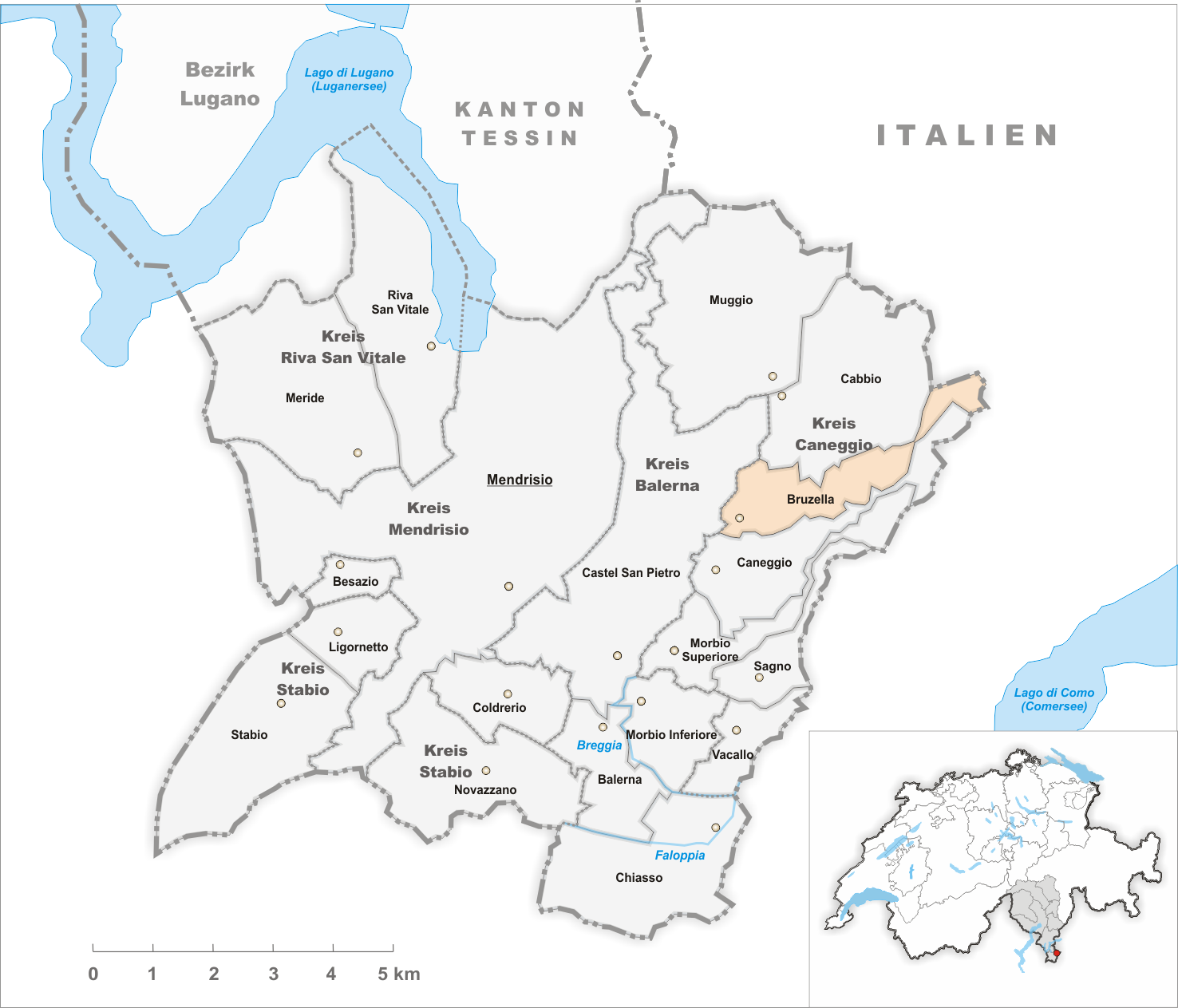
Il territorio del comune di Bruzella prima degli accorpamenti comunali del 2009

Già comune autonomo che si estendeva per 3,4 km², nel 2009 è stato accorpato agli altri comuni soppressi di Cabbio, Caneggio, Morbio Superiore, Muggio e Sagno per formare il comune di Breggia.

## Monumenti e luoghi d'interesse

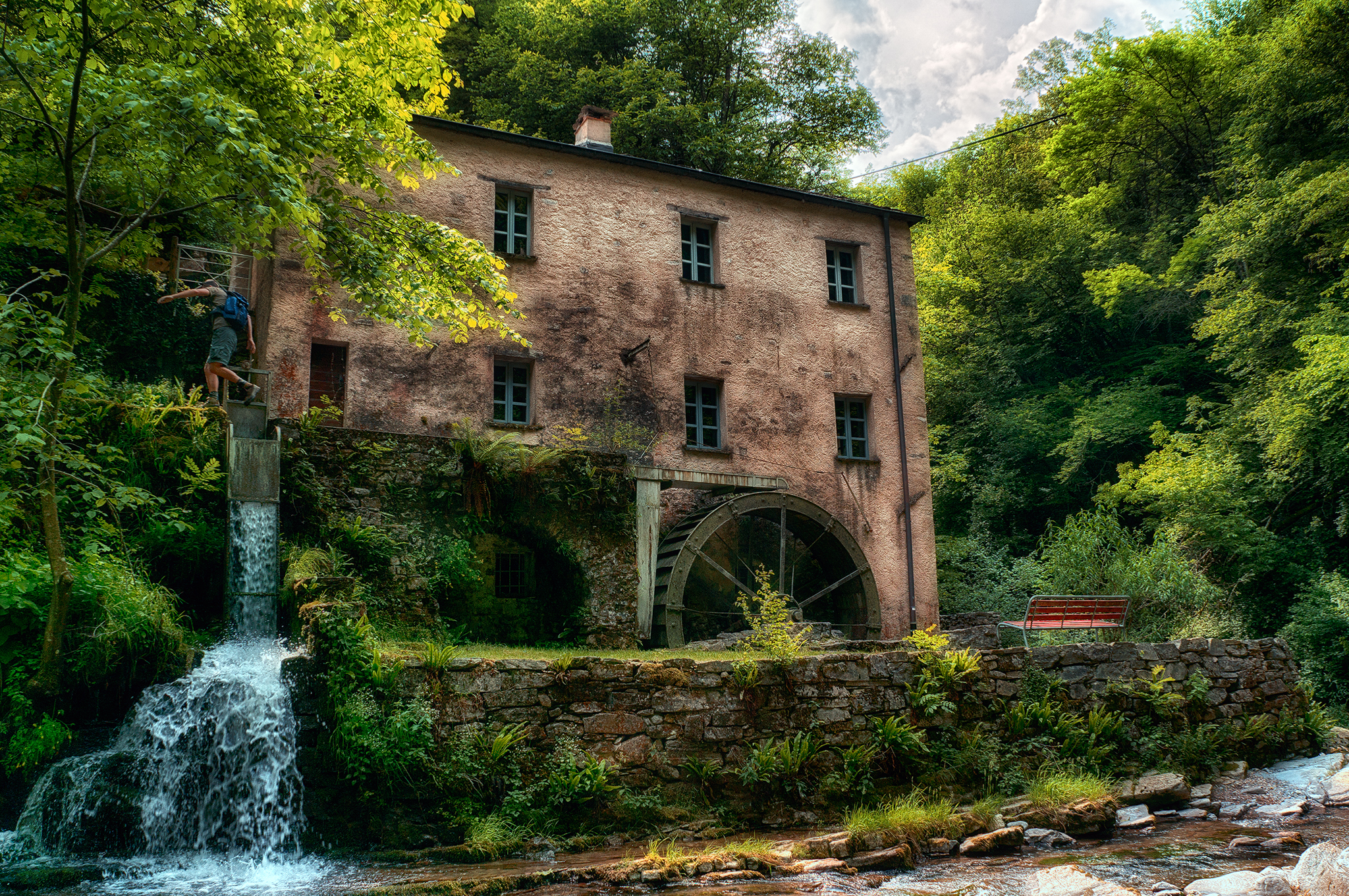
L'antico mulino

- Chiesa parrocchiale di San Siro, attestata dal 1579[1];
- Oratorio della Madonna di Loreto in località Zocco, eretto nel XVI secolo[2], meta di pellegrinaggi[senza fonte];
- Antico mulino, costruito nel XVI secolo[senza fonte]
- Monumento a Emilio Bossi, opera di Apollonio Pessina, inaugurato il 4 ottobre 1931.

## Società

### Evoluzione demografica
L'evoluzione demografica è riportata nella seguente tabella:
Abitanti censiti

## Amministrazione
Ogni famiglia originaria del luogo fa parte del cosiddetto comune patriziale e ha la responsabilità della manutenzione di ogni bene ricadente all'interno dei confini della frazione.